# Hillsborough (Kalifornien)
Hillsborough ist eine Stadt im San Mateo County im US-Bundesstaat Kalifornien mit 11.387 Einwohnern (Stand: 2020). Das Stadtgebiet hat eine Größe von 16,1 km².

## Söhne und Töchter der Stadt
- Stefano Bonomo (* 1993), Fußballspieler
- Toni Breidinger (* 1999), Automobilrennfahrerin